# Nemesio Fernández-Cuesta Illana
Nemesio Fernández-Cuesta Illana (Madrid, 28 de maig de 1928 - Madrid, 12 de maig de 2009) fou un polític, economista i empresari espanyol.
Va estudiar al Colegio del Pilar de Madrid i en l'Institut Peñaflorida en Sant Sebastià, on va residir amb la seva família durant la Guerra Civil Espanyola. Amb 16 anys ja escrivia cròniques esportives per al diari Marca, que dirigia el seu oncle Manuel.
Llicenciat en dret i ciències econòmiques, en 1949 va entrar en el Banco Exterior de España, del que en seria subdirector. Des de 1963 fins a 1969 va ser columnista assidu en la secció econòmica del diari ABC de la qual serà cap. El 1968 va ser designat assessor de la delegació espanyola en la XXIII Assemblea General de les Nacions Unides. Entre 1969 i 1973 va exercir en el càrrec de sotssecretari de Comerç. Acabat el seu mandat, va exercir durant sis mesos com a sotsgovernador del Banc d'Espanya.
El gener de 1974 va ser nomenat Ministre de Comerç del govern presidit per Carlos Arias Navarro i que comptava com a ministres amb Pedro Cortina Mauri, Cruz Martínez Esteruelas, Antonio Barrera de Irimo, Pío Cabanillas Gallas, Gabriel Pita da Veiga, José Utrera Molina i Licinio de la Fuente, que van conformar un govern caracteritzat per una relativa obertura en relació als drets civils i llibertats polítiques. El 1975 cessa i retorna al Banco Exterior de España on va prestar serveis durant vint anys arribant a ser Sotsdirector General. A l'octubre de 1975 va ser nomenat conseller-delegat de Prensa Española, S.A. (avui grup Vocento) i, al març de 1976, va ser nomenat president de Petronor.
Al desembre de 1994 es va presentar a les eleccions a President del Reial Madrid en la candidatura de Ramón Mendoza. Dins d'aquesta candidatura, Fernández Cuesta va ser escollit com a Vicepresident per a Assumptes Socials del Reial Madrid, càrrec que va ocupar fins a novembre de 1995.
Ha estat guardonat amb la Gran Creu de l'Ordre de Carlos III, de l'Orde del Mèrit Civil i de l'Orde d'Isabel la Catòlica.
Casat amb María Victoria Luca de Tena, filla de Juan Ignacio, Marquès de Luca de Tena, va tenir deu fills i 25 nets. És pare de Nemesio Fernández-Cuesta Luca de Tena.